# Villamejil
Villamejil è un comune spagnolo di 846 abitanti situato nella comunità autonoma di Castiglia e León.